# Иван Скоропадски
Иван Скоропадски (на украински: Іван Скоропадський, 1646 г. – 3 юли 1722 г.) е казашки хетман на Запорожката войска (мандат: 1708 – 1722 г.) и наследник на известния хетман Иван Мазепа.

## Биография
Роден в благородническо казашко семейство в Уман (днешна Украйна) през 1646 г., Скоропадски получава образование в Киево-Могилянската академия. През 1675 г. той постъпва на казашка военна служба при хетман Иван Самойлович и се отличава в Руско-турската война от 1676 – 1681 г. и отново в Кримската експедиция срещу Османската империя и Кримското ханство през 1688 г.
Иван Скоропадски е за кратко посланик, представляващ Казашкото хетманство в преговорите с руския цар Петър Велики. По време на Великата Северна война Скоропадски е казашки полковник от украинския Стародубски полк и след като шведската армия нахлува в Украйна през 1708 г., той отказва да се присъедини към хетман Иван Мазепа, който решил да смени страната и да се бие срещу Русия. Само около 3000 казаци, предимно запорожци, последвали Мазепа, докато другите останали верни на руския цар. Мазепа е принуден да извяга в изгнание, където по-късно бива убит. За нов хетман на Запорожката войска на 11 ноември 1708 г. е избран Иван Скоропадски. Страхът от репресии и недоверчивостта към шведски съюзник на Мазепа – крал Карл XII – не позволява на по-голямата част от населението на Украйна да застане на страната на бунтовниците, оставайки под руски контрол.
Иван Скоропадски премества столицата на Казашкото хетманство от Батурин, който е разрушен от руската армия по време на бунта на Мазепа, в град Глухов. След поражението на Мазепа в битката край Полтава, Скоропадски възнамерява да си върне доверието на Петър I и все пак да договори по-голяма автономия за Хетманството и по-големи права за казашкото благородство, като често се съпротивлява на политиката на Петър Велики за присъединяване на земите на Хетманството към Руската империя. Неговите умели преговори му позволили да постигне тези две цели, а впоследствие Хетманството възвърнало голяма част от загубената си значимост.
През 1718 г. дъщеря му се омъжва за граф Пьотр Пьотрович Толстой, син на Пьотр Андреевич Толстой (виден руски държавник и прадеда на графския род Толстой, към който се числи и писателят Лев Толстой), и по този начин Иван Скоропадски получава множество имоти в Украйна, превръщайки се в нейния най-голям земевладелец. Хетманът няма деца от мъжки пол, но Павло Скоропадски, потомък на брат му, управлява за кратко Украйна 200 години по-късно и също носи титлата хетман в своето правителство на Украинската държава (наричана Второто хетманство), което се оповава на традициите на Казашкото хетманство и се противопоставя на социалистическия режим в Украинска народна република.

## Виж също
- Хетман на Запорожката войска
- Казашко хетманство